# Кауфбойрен
Кауфбойрен (на немски: Kaufbeuren) е град в Швабия, Бавария в Германия с 43 478 жители (към 31 декември 2017).
На 3 февруари 1286 г. градът е направен свободен имперски град от Рудолф I фон Хабсбург.
- Кметството в Кауфбойрен